# Hier régnant désert
Hier régnant désert est un recueil de poèmes en vers publié par Yves Bonnefoy en 1958. 

## Historique

### Première édition
Hier régnant désert est publié en 1958 aux éditions Mercure de France. Le recueil marque une inflexion dans l’œuvre de Bonnefoy après Du mouvement et de l'immobilité de Douve, paru cinq ans plus tôt. À l'expérience absolue de la mort que propose le poète dans le recueil de 1953, succède un plus grand acquiescement à l'instant présent et à l'ici.

### Édition de 1978
Yves Bonnefoy remanie et abrège Hier régnant désert, lors d'une réédition de 1978 qui le réunit à trois autres recueils : Du mouvement et de l'immobilité de Douve, Pierre écrite et Dans le leurre du seuil. Il expliquera, des années plus tard, que le recueil lui était devenu « obscur et, en quelques points, presque étranger ».

### Édition Gallimard
En 1982, Gallimard publie Hier régnant désert au sein d'un volume intitulé Poèmes. La volonté de rassembler les quatre recueils perdure. Le volume est précédé d'une préface de Jean Starobinski où celui-ci justifie ce rassemblement : « Chacune des quatre parties constitutives trace un parcours, organise la séquence de ses éléments en les orientant dans la direction du « vrai lieu ». »

## Œuvre
Le recueil est divisé en quatre parties.

### Menaces du témoin
Cette partie est composée de 14 poèmes. Une voix menaçante, celle du témoin adresse des reproches au « je » poétique. Le texte est marqué par le désespoir du « je » qui choisit la confrontation au néant et à la mort plutôt que le gris de son existence. 

### Le visage mortel
Cette partie est composée de 19 poèmes. L'expérience de la finitude y est prégnante. Elle est également marquée par le regard rétrospectif. Des poèmes comme Le jour se penche sur le fleuve du passé ou Le Pont de fer sont, en effet, marqués par l'importance du souvenir d'enfance.  

### Le chant de sauvegarde
Cette partie est composée de 13 poèmes. Comme l'indique son titre, elle  est marquée par la volonté de sauvegarder, par le chant poétique, la présence lorsqu'elle celle-ci se manifeste. Le lieu auquel la quête poétique doit aboutir est entrevu dans un poème comme "Terre du petit jour". 

### À une terre d'aube
Cette partie est composée de 11 poèmes. Son titre est paradoxal car la « terre d'aube » n'est pas une nouvelle terre. Percevant le caractère chimérique du lieu désiré, le poète se retourne, en effet, vers le lieu habité. Le titre du poème Ici, toujours ici souligne ce mouvement de retour et annonce Pierre écrite.

### Thèmes

#### La quête de présence
La quête de présence est un thème récurrent de la poésie d'Yves Bonnefoy. Il s'agit, pour le poète, d'opposer au langage conceptuel une langue capable de nous rapprocher des objets perçus. Alors que le concept tend à universaliser l'objet, Bonnefoy chercher à l'envisager dans sa singularité. 
Dans Hier régnant désert, le sentiment de présence est suggérée par une série de métaphores. Il est tout d'abord projeté dans un lieu autre, un « arrière-pays » souvent figuré par une autre rive. L'été, saison de la plénitude, semble également permettre au poète de faire l'expérience de la présence. Enfin, l'aube espérée peut également être comprise comme un désir de présence.  
Cette quête est sous-tendue, tout au long du recueil, par la présence du mythe de la  Quête du Graal.

#### L'expérience du temps
L'expérience de la finitude est au cœur de Hier régnant désert. L'époque de l'enfance semble définitivement révolue. L'acceptation de la mort et de l'imperfection apparaît comme un préalable indispensable à l'expérience de la réalité. Enfin, les évocations successives de la nuit et du jour inscrivent le passage du temps au cœur du texte. 